# Józef Bielawski (Dichter)
Józef Bielawski (* 1739 in Polen-Litauen; † 1809 in Warschau, Herzogtum Warschau) war ein polnischer Schriftsteller und Dichter der Aufklärung sowie Militär und Lebemann.

## Leben
Bielawski war Sohn von Michał Józef Massalski und einer namentlich nicht bekannten jüdischen Mutter. Gegen Ende der Regierungszeit von August III. hielt er sich an dessen Hof in Dresden auf. 1764 war er bereits in militärischen Diensten in Litauen. 1765 wurde seine erste Komödie in der Warschauer Operalnia aufgeführt und er war Direktor der Schauspieltruppe der Operalnia, die in den 1760er Jahren mehrere seine Stücke aufführte. Doch bereits 1766 musste er diese verlassen, da ihm vorgeworfen wurde, die Schauspielerin Leszczyńska von Milewski verführt zu haben. Zudem sah er sich scharfer Polemik seiner Dichtergenossen Tomasz Kajetan Węgierski und Stanisław Trembecki ausgesetzt. Bald avancierte er zum Schwarzcharakter der Warschauer Dichergesellschaft. Ab 1770 nahm er regelmäßig an den Donnerstagmittagessen am Hof von Stanislaus II. August Poniatowski teil, wo er seine Lyrik vortrug. Er publizierte rege in der Literaturzeitschrift Angenehme und Nützliche Spiele. Er verbrachte ab 1768 und wieder ab 1781 mehrere Jahre in Frankreich. In dieser Zeit korrespondierte er rege mit dem König und bat diesen regelmäßig um finanzielle Unterstützung. 1796 ging er mit dem abgesetzten König an dessen Hof nach Grodno. Er verstarb vollkommen verarmt in Warschau.